# Tirol-KTM Cycling Team

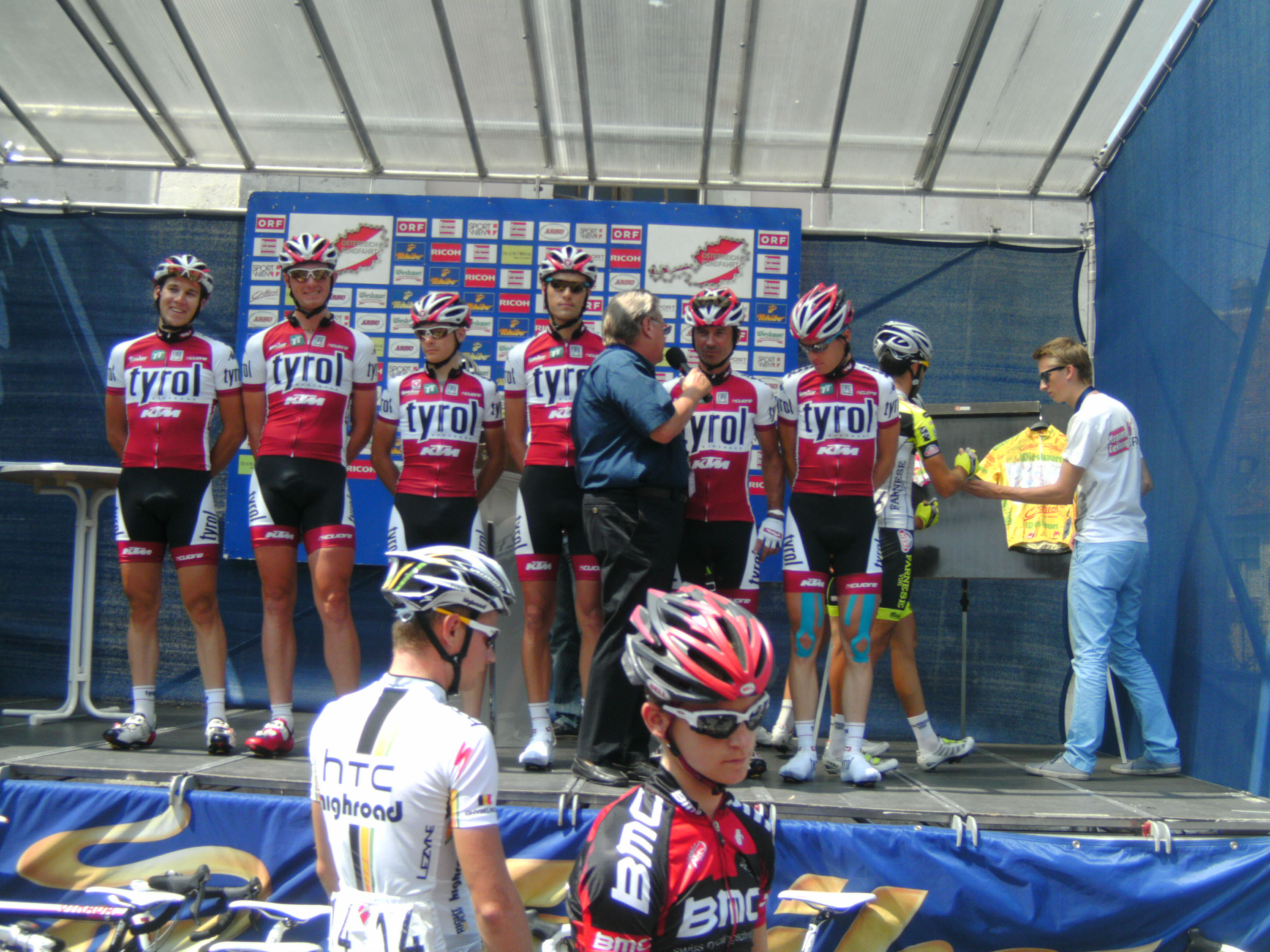
Imatge de l'equip en la volta ciclista a Àustria de 2011.

El Tirol-KTM Cycling Team (codi UCI: TIR) és un equip ciclista austríac de categoria continental. Creat el 2008, competeix als circuits continentals de ciclisme.

## Principals victòries
- Gran Premi Palio del Recioto: Georg Preidler (2011)
- Tour de Vojvodina II: Clemens Fankhauser (2012)
- Trofeu Banca Popolare di Vicenza: Gregor Mühlberger (2014)
- Carpathia Couriers Path: Gregor Mühlberger (2014)
- Tour Bohemia: Lukas Pöstlberger (2014)
- An Post Rás: Clemens Fankhauser (2014, 2016), Lukas Pöstlberger (2015)
- Gran Premi d'Izola: Filippo Fortin (2017)
- Tour de Berna: Filippo Fortin (2017)
- Gran Premi Adria Mobil: Filippo Fortin (2018)

### Grans Voltes
- Tour de França
  - 0 participacions

- Giro d'Itàlia
  - 0 participacions

- Volta a Espanya
  - 0 participacions

## Composició de l'equip
| \| Llista de l'equip 2016 \| Llista de l'equip 2016 \| Llista de l'equip 2016 \| Llista de l'equip 2016 \| \| Ciclista \| Data de naixement \| Equip previ \| \| \| --------------------------------------- \| ---------------------- \| -------------------------------- \| ---------------------- \| \| Patrick Bosman \| 16 de gener de 1994 \| \| \| \| Benjamin Brkic \| 2 de octubre de 1996 \| \| \| \| Clemens Fankhauser \| 2 de setembre de 1985 \| Hrinkow Advarics Cycleang (2015) \| \| \| Markus Freiberger \| 19 de desembre de 1995 \| \| \| \| Patrick Gamper \| 18 de febrer de 1997 \| \| \| \| Daniel Katzmayr \| 2 de novembre de 1997 \| \| \| \| Marcel Neuhauser \| 25 de febrer de 1997 \| \| \| \| Dennis Paulus \| 22 de setembre de 1994 \| \| \| \| Florian Schipflinger \| 17 de setembre de 1995 \| \| \| \| Sebastian Schönberger \| 14 de maig de 1994 \| Gourmetfein Simplon Wels (2014) \| \| \| Mario Stock \| 4 de març de 1995 \| \| \| \| Alexander Wachter \| 21 de gener de 1995 \| \| \| \| Martin Weiss \| 15 de abril de 1991 \| \| \| \| \| \| \| \| \| Fonts: ProCyclingStats Cycling Archives \| \| \| \| |                        |                                  |  |
| Llista de l'equip 2016 |                        |                                  |  |
| Ciclista | Data de naixement      | Equip previ                      |  |
| Patrick Bosman | 16 de gener de 1994    |                                  |  |
| Benjamin Brkic | 2 de octubre de 1996   |                                  |  |
| Clemens Fankhauser | 2 de setembre de 1985  | Hrinkow Advarics Cycleang (2015) |  |
| Markus Freiberger | 19 de desembre de 1995 |                                  |  |
| Patrick Gamper | 18 de febrer de 1997   |                                  |  |
| Daniel Katzmayr | 2 de novembre de 1997  |                                  |  |
| Marcel Neuhauser | 25 de febrer de 1997   |                                  |  |
| Dennis Paulus | 22 de setembre de 1994 |                                  |  |
| Florian Schipflinger | 17 de setembre de 1995 |                                  |  |
| Sebastian Schönberger | 14 de maig de 1994     | Gourmetfein Simplon Wels (2014)  |  |
| Mario Stock | 4 de març de 1995      |                                  |  |
| Alexander Wachter | 21 de gener de 1995    |                                  |  |
| Martin Weiss | 15 de abril de 1991    |                                  |  |
| |                        |                                  |  |
| Fonts: ProCyclingStats Cycling Archives |                        |                                  |  |

| \| Llista de l'equip 2017 \| Llista de l'equip 2017 \| Llista de l'equip 2017 \| Llista de l'equip 2017 \| \| Ciclista \| Data de naixement \| Equip previ \| \| \| ------------------------------------- \| ---------------------- \| --------------------------------- \| ---------------------- \| \| Benjamin Brkic \| 2 de octubre de 1996 \| \| \| \| Clemens Fankhauser \| 2 de setembre de 1985 \| Hrinkow Advarics Cycleang (2015) \| \| \| Filippo Fortin \| 1 de febrer de 1989 \| GM Europa Ovini (2016) \| \| \| Markus Freiberger \| 19 de desembre de 1995 \| \| \| \| Patrick Gamper \| 18 de febrer de 1997 \| \| \| \| Daniel Katzmayer \| 2 de novembre de 1997 \| \| \| \| Maximilian Kuen \| 26 de maig de 1992 \| Amplatz-BMC (2016) \| \| \| Valens Ndayisenga \| 1 de gener de 1994 \| Dimension Data for Qhubeka (2016) \| \| \| Enrico Salvador \| 30 de novembre de 1994 \| Unieuro Wilier (2016) \| \| \| Lucas Schwarz \| 12 de octubre de 1992 \| \| \| \| Sebastian Schönberger \| 14 de maig de 1994 \| Gourmetfein Simplon Wels (2014) \| \| \| Alexander Wachter \| 21 de gener de 1995 \| \| \| \| Markus Wildauer \| 25 de maig de 1998 \| \| \| \| Matthias Krizek \| 29 de setembre de 1988 \| Roth (2016) \| \| \| Moran Vermeulen (30 de oct–31 de des) \| 14 de juny de 1997 \| \| \| \| Daniel Knapp (30 de oct–31 de des) \| 21 de octubre de 1996 \| \| \| \| \| \| \| \| \| Font: ProCyclingStats \| \| \| \| |                        |                                   |  |
| Llista de l'equip 2017 |                        |                                   |  |
| Ciclista | Data de naixement      | Equip previ                       |  |
| Benjamin Brkic | 2 de octubre de 1996   |                                   |  |
| Clemens Fankhauser | 2 de setembre de 1985  | Hrinkow Advarics Cycleang (2015)  |  |
| Filippo Fortin | 1 de febrer de 1989    | GM Europa Ovini (2016)            |  |
| Markus Freiberger | 19 de desembre de 1995 |                                   |  |
| Patrick Gamper | 18 de febrer de 1997   |                                   |  |
| Daniel Katzmayer | 2 de novembre de 1997  |                                   |  |
| Maximilian Kuen | 26 de maig de 1992     | Amplatz-BMC (2016)                |  |
| Valens Ndayisenga | 1 de gener de 1994     | Dimension Data for Qhubeka (2016) |  |
| Enrico Salvador | 30 de novembre de 1994 | Unieuro Wilier (2016)             |  |
| Lucas Schwarz | 12 de octubre de 1992  |                                   |  |
| Sebastian Schönberger | 14 de maig de 1994     | Gourmetfein Simplon Wels (2014)   |  |
| Alexander Wachter | 21 de gener de 1995    |                                   |  |
| Markus Wildauer | 25 de maig de 1998     |                                   |  |
| Matthias Krizek | 29 de setembre de 1988 | Roth (2016)                       |  |
| Moran Vermeulen (30 de oct–31 de des) | 14 de juny de 1997     |                                   |  |
| Daniel Knapp (30 de oct–31 de des) | 21 de octubre de 1996  |                                   |  |
| |                        |                                   |  |
| Font: ProCyclingStats |                        |                                   |  |

## Classificacions UCI
L'equip participa en les proves dels circuits continentals i principalment en les curses del calendari de l'UCI Europa Tour.
UCI Àfrica Tour
| Temporada | Classificació per equips | Millor ciclista en la classificació individual |
| --------- | ------------------------ | ---------------------------------------------- |
| 2017      | 6è                       | Valens Ndayisenga (5è)                         |

UCI Àsia Tour
| Temporada | Classificació per equips | Millor ciclista en la classificació individual |
| --------- | ------------------------ | ---------------------------------------------- |
| 2010      | 41è                      | Stefan Kirchmair (154è)                        |
| 2014      | 40è                      | Martin Weiss (61è)                             |
| 2015      | 64è                      | Patrick Bosman (161è)                          |
| 2017      | 95è                      | Matthias Krizek (550è)                         |

UCI Europa Tour
| Temporada | Classificació per equips | Millor ciclista en la classificació individual |
| --------- | ------------------------ | ---------------------------------------------- |
| 2008      | 113è                     | Matthias Krizek (812è)                         |
| 2009      | 119è                     | Matthias Krizek (908è)                         |
| 2010      | 81è                      | Harald Totschnig (334è)                        |
| 2011      | 58è                      | Georg Preidler (155è)                          |
| 2012      | 47è                      | Blaž Furdi (115è)                              |
| 2013      | 71è                      | Jure Golčer (233è)                             |
| 2014      | 23è                      | Gregor Mühlberger (31è)                        |
| 2015      | 52è                      | Lukas Pöstlberger (75è)                        |
| 2016      | 65è                      | Clemens Fankhauser (235è)                      |
| 2017      | 72è                      | Filippo Fortin (300è)                          |
| 2018      | 82è                      | Georg Zimmermann (593è)                        |
| 2019      | 51è                      | Georg Zimmermann (356è)                        |